# Dease-straat
De Dease-straat is een zee-engte in de Noordelijke IJszee gelegen in Nunavut in het noorden van Canada. Het ligt tussen Victoria-eiland in het noorden en het schiereiland Kiillinnguyaq (aan het Canadese vasteland) in het zuiden. Het is onderdeel van een van de routes van de Noordwestelijke Doorvaart.
Aan het oostelijke uiteinde, waar de plaats Cambridge Bay ligt, is ze ongeveer 19 kilometer breed en komt ze uit op de baai Koningin Maudgolf. In het westen verbreedt het zich tot ongeveer 61 kilometer en wordt het de Coronationgolf. De zeestraat is 163 kilometer lang.

## Geschiedenis
De zeestraat is vernoemd naar de Canadese ontdekkingsreiziger Peter Warren Dease, die er samen met de Schotse ontdekkingsreiziger Thomas Simpson als eerste er doorheen voer.